# Irmgard Gietl

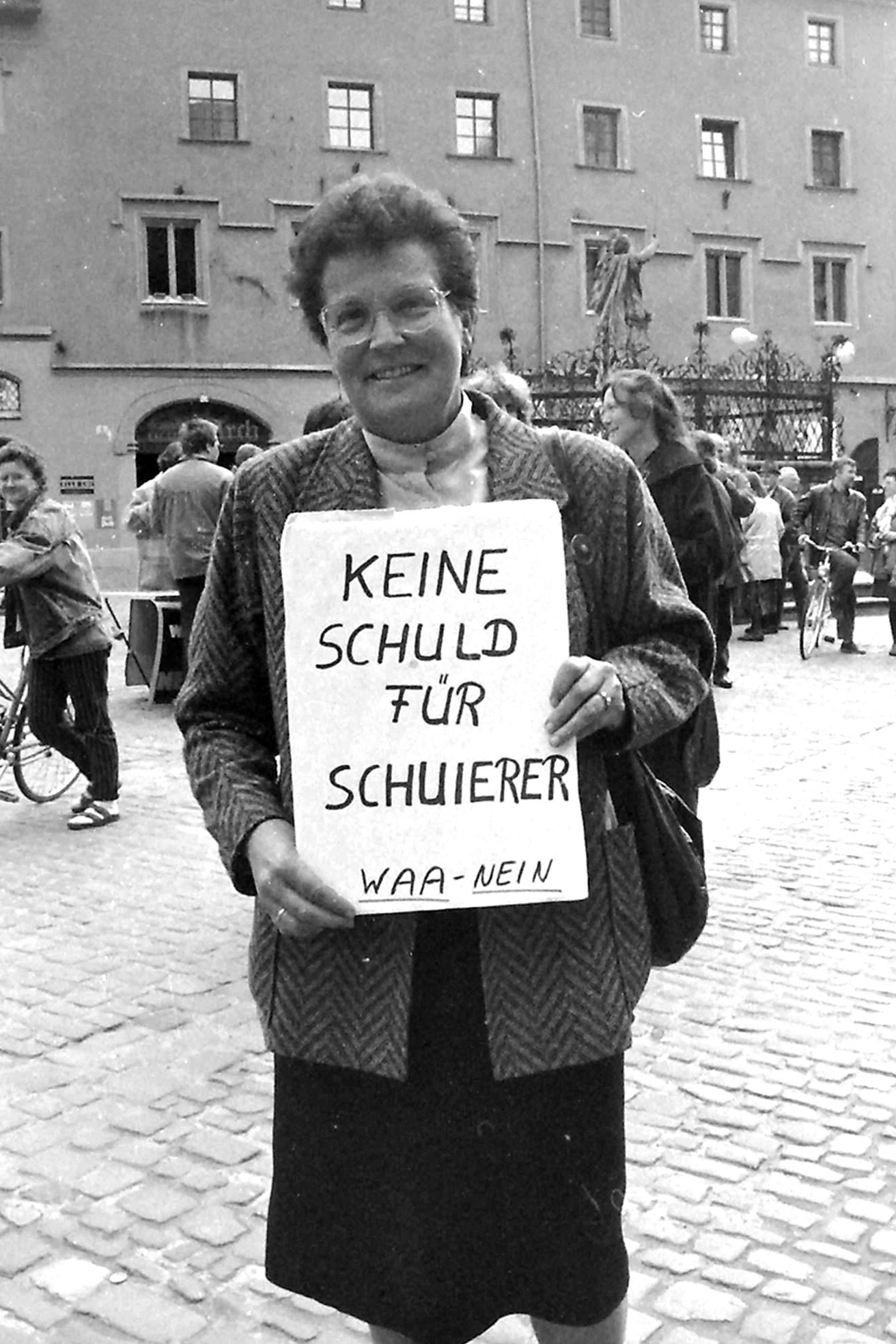
Irmgard Gietl demonstriert für Landrat Hans Schuierer in Regensburg

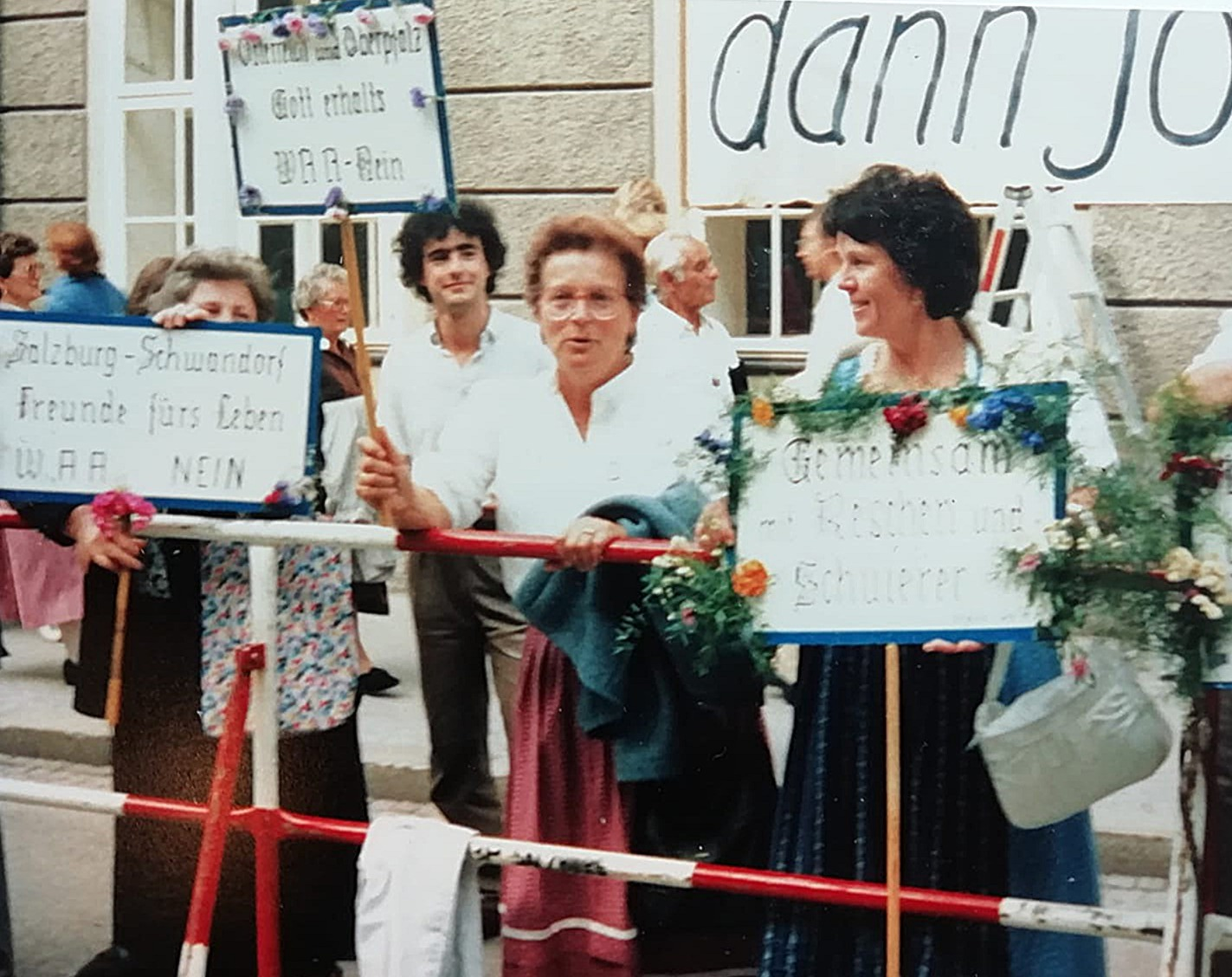
Irmgard Gietl bei den Salzburger Protestspielen vor dem Festspielhaus 1986

Irmgard Gietl (* 15. Juli 1929 in Heilinghausen; † 27. Juni 2023 in Maxhütte) war eine deutsche Gegnerin der Wiederaufarbeitungsanlage Wackersdorf (WAA) in Bayern und strickte sogenannte „Widerstandssocken“.

## Leben und Wirken
Gietls Kindheit und Jugend in Heilinghausen waren von bitterer Armut geprägt. Sie wuchs mit ihren drei Brüdern auf. Ihren Vater verlor sie im Kindesalter am Bahnübergang in Ponholz als ein schlafender Schrankenwärter die Schranken nicht schloss. Ihre Mutter wurde an ihrem 19. Geburtstag beigesetzt. Gietl wurde danach von ihrer Tante in Leonberg aufgenommen, die 1966 ermordet wurde. 1951 heiratete sie, zog nach Winkerling und bekam drei Töchter. Ihr Ehemann starb 1991.

## Gegnerin der Wiederaufarbeitungsanlage
Zusammen mit dem damaligen Landrat Hans Schuierer kämpfte Gietl seit dem ersten Hüttendorfbau gegen die Wiederaufarbeitungsanlage Wackersdorf und war Mitglied in der Bürgerinitiative gegen den Bau der WAA. Irmgard Gietl wurde zu einer Symbolfigur für den WAA-Widerstand.
Gietl wurde auch von Diözesanbischof Manfred Müller empfangen. Ihr Transparent mit der Aufschrift „Herr, schenke uns einen österreichischen Bischof, wir geben dir dafür drei bayerische“ hatte den Bischof allerdings nicht erfreut.
Stricken war Gietls Leidenschaft („Mei Leb‘n is mei Stricka“) und ihre „Widerstandssocken“ wurden ihr Markenzeichen.

## Auszeichnungen
- Aufrechter Gang: Humanistische Union 1988[5]
- Nuclear-Free Future Award: 2022 erhielt Gietl für ihr Engagement gegen die WAA den Ehrenpreis für ihr Lebenswerk.[6][7]

## Dokumentationen
- Irmgard und die Widerstandssocken (Dokumentation der Reihe Lebenslinien beim BR Fernsehen 2018)[8]
- Irmgard Gietls Rede an das Japanische Volk (Plutonium-Konferenz in Tokio 2018, DENKmal-Film)[9]
- Spaltprozesse, Dokumentarfilm 1987, Gietl ab Min 18, 52, 67, 72, 83[10]
- Atomstreit in Wackersdorf – Die Geschichte einer Eskalation, Dokumentarfilm, BR Fernsehen 2017, Gietl in vielen Szenen[11]
- Wackersdorf (2018) (Spielfilm; Die Figur der Anti-WAA-Aktivistin Frau Luber (Monika Manz) wurde angelehnt an Irmgard Gietl)